# Holly Dunford
Holly Dunford (14 de octubre de 1999) es una deportista británica que compite en remo.
Participó en los Juegos Olímpicos de París 2024, obteniendo una medalla de bronce en la prueba de ocho con timonel. Ganó una medalla de plata en el Campeonato Europeo de Remo de 2024, en la misma prueba.
Estudió el grado de Ciencias Políticas y Geografía en la Universidad de Washington.

## Palmarés internacional
| Juegos Olímpicos   | Juegos Olímpicos | Juegos Olímpicos  | Juegos Olímpicos |
| Año                | Lugar            | Medalla           | Prueba           |
| ------------------ | ---------------- | ----------------- | ---------------- |
| 2024               | París (Francia)  | Medalla de bronce | Ocho con timonel |
| Campeonato Europeo |                  |                   |                  |
| Año                | Lugar            | Medalla           | Prueba           |
| 2024               | Szeged (Hungría) | Medalla de plata  | Ocho con timonel |